# Christina Schubert-Håkansson
Christina Göta Margareta Schubert-Håkansson (Schuberth), född 3 maj 1905 i Kårsta socken i Stockholms län, död 16 september 2000 i Nyköping, var en svensk målare, textilkonstnär och teckningslärare.

## Biografi
Christina Schubert-Håkansson var dotter till pastorn Carl A Schuberth och Margareta Matilda Engström och från 1941 gift med disponenten Claes Arne Håkansson. Hon studerade vid Tekniska skolan i Stockholm 1923–1929 där hon utexaminerades från Högre konstindustriella skolan med en teckningslärarexamen; förutom teckning studerade hon även textil mönsterritning vid skolan. Därefter deltog hon i målarkurser för A Sazllak och R Rothte i Wien samt bedrev självstudier under resor till Danmark, Tyskland, Nederländerna, Frankrike och Italien. Hon anställdes 1933 som amanuens vid textilkammaren på Kulturhistoriska museet i Lund. Vid sidan av sitt arbete var hon verksam som konstnärlig medarbetare vid Nittsjö stenkärlsfabrik i Dalarna 1931–1932.
Bland hennes offentliga arbeten märks en mosaikdekoration för Allhelgona församlingshem i Nyköping, en kormatta och tre mässhakar för Sankt Botvids kyrka i Oxelösund, en bildvävnad med Björkviks kyrkoruin för Björkviks kyrka i Södermanland och textiler för Millesutställningen i Lübeck 1929 samt en väggbonad för Lunda kyrka. Tillsammans med Alice Poussineau ställde hon ut i Vetlanda 1952 och hon medverkade i Stockholmsutställningen 1930, där hon tilldelades ett diplom, samt med olika Sörmlandskonstnärer i Nyköping. Hennes konst består av stilleben och landskapsmålningar i olja eller pastell samt arbeten i mosaik och textil. Christina Schuberth-Håkansson är representerad med ett par mattor vid Museum für Kunst- und Kulturgeschichte i Lübeck och Sörmlands museum.